# Oración de Manasés

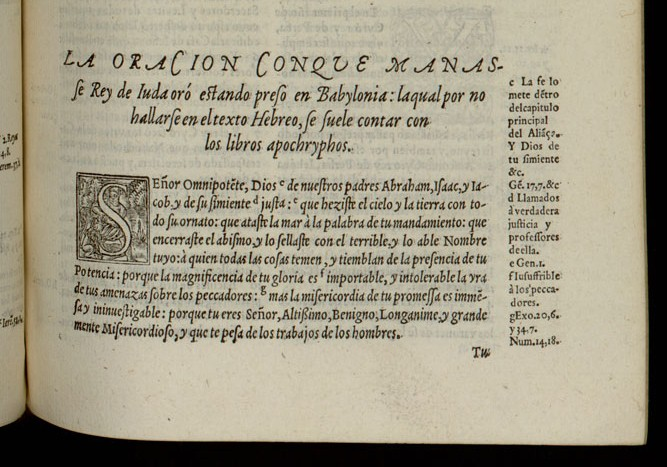
El principio de la Oración de Manasés, encontrada en la Biblia del Oso de 1569.

La Oración de Manasés es una obra corta que consta de quince versos y es aceptada como la oración penitencial del rey Manasés de Judá. Manasés es mencionado en la Biblia como uno de los reyes más idólatras de Judá (2 Reyes 21:1-18, 2 Crónicas 33:1-9). En el libro de Crónicas, pero no en el de los Reyes, se registra que Manasés fue llevado cautivo por los Asirios (2 Crónicas 33:11-13). Mientras estuvo prisionero, Manasés rogó por misericordia y al ser liberado y restaurado en el trono, abandonó sus caminos idólatras (2 Crónicas 33:15-17). Una referencia a la oración, pero no precisamente la misma, se encuentra en 2 Crónicas 33:19, donde se dice que la oración está escrita en las "Palabras  de los Videntes".
La oración se considera apócrifa tanto por judíos, como católicos y protestantes. Fue incluida en la Vulgata a finales del siglo IV, inmediatamente después del libro de 2 Crónicas. La oración fue incluida en la Biblia del Oso de 1569 y en la Biblia de Ginebra de 1560, por lo tanto aparece en los libros apócrifos de la King James Version de 1611.
La oración está incluida en algunas versiones de la Septuaginta griega. Por ejemplo, en el siglo V, el Códice Alejandrino, incluye los rezos de las catorce Odas, que aparecen justo después de los Salmos. Se acepta como un libro Deuterocanónico por algunos cristianos ortodoxos, aunque no aparece en las biblias impresas en Grecia. La oración se canta durante el culto católico ortodoxo cristiano y bizantino. También se utilizó como cántico en el Libro de Oración Común, utilizado por la Iglesia Episcopal de los Estados Unidos.
La oración se encuentra en Siríaco Antiguo, Eslavo Antiguo, Etíope y las traducciones Armenias. En la biblia etíope se encuentra en 2 Crónicas.